# Station (Australie)
 (février 2025).
Si vous disposez d'ouvrages ou d'articles de référence ou si vous connaissez des sites web de qualité traitant du thème abordé ici, merci de compléter l'article en donnant les références utiles à sa vérifiabilité et en les liant à la section « Notes et références ».
Pour les articles homonymes, voir Station.

Une station, en Australie et Nouvelle-Zélande, est une vaste ferme consacrée à l'élevage, en particulier celui des ovins. Ce terme est également employé en Nouvelle-Calédonie pour désigner les « stations d'élevage ».
La plus grande est Anna Creek Station dans l'État d'Australie-Méridionale qui, avec 24 000 km2, couvre une superficie plus grande que l'État d'Israël.
Muckaty Station, dans le Territoire du Nord, devient célèbre en 2007 en raison d'un projet de construction d'une installation de stockage de déchets nucléaires, qui n'est pas mené à son terme, à la suite d'importantes contestations.